# Нереальный холостяк
«Нереальный холостяк» (англ. Un-Real) — американский комедийно-драматический телевизионный сериал, созданный Марти Ноксон и Сарой Гертрудой Шапиро, премьера которого состоялась на Lifetime 1 июня 2015 года. В центре сюжета находится закулисная жизнь реалити-шоу по поиску отношений, и его штатный сотрудник Рэйчел (Шири Эпплби), которая манипулирует конкурсантами по требованиям беспринципного исполнительного продюсера Куин (Констанс Зиммер).
Первый сезон сериала получил признание критиков и был отмечен премией «Выбор телевизионных критиков» как лучшая новая программа. Тем временем проект не смог собрать значительного количества зрителей, привлекая в среднем 700 тысяч зрителей, однако 6 июля 2015 года канал продлил сериал на второй сезон благодаря высоким оценкам от критиков. 2 июня 2016 года, канал продлил сериал на третий сезон, ещё до старта второго.

## Актёры и персонажи

### Основной состав
- Шири Эпплби — Рэйчел Голдберг
- Констанс Зиммер — Куин Кинг
- Крейг Бирко — Чет Уилтон
- Фредди Строма — Адам Кромвелл
- Джош Келли — Джереми
- Джеффри Бойер-Чапмен — Джей Картер
- Алин Имасмар — Шайя
- Натали Келли — Грейс
- Джоанна Брэдди — Анна Мартин
- Бренда Вул — Фэйт
- Эшли Скотт — Мэри

### Второстепенный состав
- Ариэль Кеббел — Бритни
- Кристи Лэйнг — Шамиква
- Бреннан Эллиотт — Грэм
- Брайан Батт — Чарльз
- Джей Ар Борн — Билл Де Ян
- Шивон Уильямс — Лиззи
- Эми Хилл — доктор Вайгерштейн
- Соня Саломаа — Синтия Уилтон

## Производство
Летом 2013 года было объявлено, что Lifetime приобрел сценарий пилотного эпизода, созданного Марти Ноксон и Сарой Гертрудой Шапиро, который в свою очередь основан на отмеченном наградами короткометражном фильме. В фильме снялись Эшли Уильямс, Фрэнсис Конрой и Анна Кэмп, а Сара Гертруда Шапиро выступила в качестве режиссёра и сценариста. Идея заключалась в демонстрации закулисья реалити-шоу типа «Холостяк», где реальность сливается с шоу. Проектом интересовалось несколько других телесетей, прежде чем Lifetime купил его.
Кастинг на основные роли начался в сентябре 2013 года. 20 сентября было объявлено, что Шири Эпплби будет играть ведущую роль в пилотном эпизоде, молодого сотрудника, задача которой манипулировать отношениями между участниками реалити-шоу. Неделю спустя Фредди Строма получил роль холостяка, за которого и борются женщины в шоу. Следом Джош Келли получил роль оператора на шоу и по совместительству бывшего возлюбленного персонажа Эпплби. 22 октября Франсия Райса подписалась играть продюсера-лесбиянку, а Бренда Вул одну из участниц шоу. 4 ноября Мегин Прайс была приглашена на ключевую роль властного исполнительного продюсера шоу, Брайан Батт ещё одного продюсера, а Натали Келли и Джоанна Брэдди участниц шоу. 7 ноября Эшли Скотт присоединилась к пилоту в роли матери-одиночки средних лет, а 18 ноября Бонита Фридериси стала финальным дополнением в роли психолога.
6 февраля 2014 года Lifetime утвердил пилот и заказал съемки первого сезона, который будет состоять из десяти эпизодов. В июне, когда начались съемки последующих эпизодов, Констанс Зиммер заменила Мегин Прайс в роли исполнительного продюсера. 22 июля Крейг Бирко присоединился к сериалу в роли создателя шоу. В начале августа Джей Ар Борн и Шивон Уильямс присоединились к шоу во второстепенных ролях.